# Condrieu
Condrieu là một xã thuộc tỉnh Rhône trong vùng Rhône-Alpes phía đông nước Pháp. Xã này nằm ở khu vực có độ cao trung bình 230 mét trên mực nước biển.
Thị trấn nằm ở hữu ngạn sông Rhône, cự ly khoảng 11 km (6,8 mi) về phía nam Vienne và 44 km về phía nam Lyon.